# Veneno (álbum)
Veneno é o segundo álbum de estúdio da banda brasileira Banda Uó, foi lançado em 4 de setembro de 2015 pela gravadora Deckdisc. O álbum traz 12 faixas inéditas, além da já conhecida "Catraca", com participação de Mr. Catra, que aparece como faixa bônus. O primeiro single extraído como carro-chefe do disco foi a canção "É da Rádio?", com uma produção inspirada em "Pretty Fly (for a White Guy)", da banda estadunidense The Offspring.

## Desenvolvimento
O álbum anterior da Banda Uó, Motel ganhou a atenção dos fãs principalmente da internet, e foi muito bem avaliado pela crítica. Mateus Carrilho, integrante da banda, disse em entrevista que o novo álbum da banda teria mais novidades com uma pegada menos brega e mais pop, atingindo públicos maiores, saindo mais da internet e partindo principalmente para o rádio. Ele ainda afirmou que o novo trabalho seria diferente de qualquer outro feito pela banda.
Em busca de novas sonoridades, a banda chegou a colaborar com diferentes produtores, incluindo nomes como Boss in Drama, Rodrigo Gorky (do Bonde do Rolê), Pedrowl e Bernardo Martins.

## Produção
Davi Sabbag anunciou que estava fazendo a produção do álbum com a ajuda de outros produtores nacionais. Sabbag disse que queria "uma negra "power" para cantar. Música de negona americana. Queríamos uma brasileira ‘bafo’"; se referindo a participação Karol Conká e Vanessa Jackson no álbum. A banda fez a composição de todas as músicas; "foi uma delícia fazer esse segundo álbum, as ideias borbulharam e nós colocamos tudo pra fora", disse.

## Singles
A canção "É da Rádio?" foi escolhida como a carro-chefe do álbum, que foi lançada acompanhada a um lyric video lançado em 11 de agosto de 2015 no Youtube. Seu videoclipe oficial foi lançado em 28 de agosto.

## Recepção crítica
| Críticas profissionais | Críticas profissionais |
| Avaliações da crítica  | Avaliações da crítica  |
| Fonte                  | Avaliação              |
| ---------------------- | ---------------------- |
| It Pop                 | [ 11 ]                 |
| Portal Famosos Brasil  | [ 12 ]                 |

Em sua primeira crítica, o álbum Veneno foi elogiado por suas produções, visto que mantém o bom humor que marcou a estreia da banda, mas com uma vasta leva de inspirações, principalmente do que foi sucesso no Brasil nos anos 90.
Para o portal brasileiro It Pop, o disco “demonstra que [a banda] ainda tem muito o que explorar dentro de suas influências” e “enquanto brincam com composições que revivem o pop nacional, despertando em nós um apetite mais apurado para esse gênero tão subestimado [no país] (...) passeiam entre referências a décadas passadas, mas olhando para o futuro”. O site ainda compara a sonoridade do CD com artistas como Mamonas Assassinas, Bonde do Rolê e Blitz.
O Portal Famosos Brasil também forneceu ao disco uma resenha favorável, sentenciando que Veneno acaba "com uma injeção auricular de adrenalina, extroversão e euforia que deixam o agridoce gostinho de quero mais" e que "da maravilhosa capa trash ao conteúdo tão comercial quanto arriscado [Banda Uó] prova, mais uma vez, que música pop para ser de qualidade não precisa ser levada tão a sério".

## Lista de faixas
| N.º | Título                          | Compositor(es)                        | Produtor(es)                  | Duração |  |
| 1.  | "É da Rádio?"                   | Mateus Carrilho Davi Sabbag           | Sabbag                        | 2:50    |  |
| 2.  | "Cremosa"                       | Carrilho Sabbag                       | Sabbag Gorky                  | 3:19    |  |
| 3.  | "Primeiro Encontro"             | Carrilho Sabbag                       | Pedrowl Sabbag                | 3:11    |  |
| 4.  | "Sonho Molhado"                 | Carrilho Sabbag                       | Sabbag                        | 3:26    |  |
| 5.  | "Boneca"                        | Carrilho Sabbag Victor Miranda        | Sabbag                        | 3:25    |  |
| 6.  | "Dá1LIKE" (com Karol Conka)     | Carrilho Sabbag                       | Sabbag Yuri Chix Fábio Smeili | 3:33    |  |
| 7.  | "Arregaçada"                    | Carrilho Sabbag                       | Sabbag                        | 3:04    |  |
| 8.  | "Na Varanda"                    | Carrilho Sabbag                       | Pedrowl Sabbag                | 3:37    |  |
| 9.  | "Sauna"                         | Sabbag Carrilho Mel Gonçalves Pedrowl | Sabbag Pedrowl                | 3:21    |  |
| 10. | "X-Bacon" (com Vanessa Jackson) | Sabbag Carrilho                       | Péricles Martins Sabbag       | 3:04    |  |
| 11. | "Suja"                          | Carrilho Sabbag Gonçalves Pedro Lima  | Sabbag                        | 3:05    |  |
| 12. | "Poperô"                        | Carrilho Sabbag                       | Bernardo Martins Sabbag       | 4:06    |  |

| Faixa bônus |                           |                 |                |         |  |
| N.º         | Título                    | Compositor(es)  | Produtor(es)   | Duração |  |
| 13.         | "Catraca" (com Mr. Catra) | Carrilho Sabbag | Sabbag Martins | 3:07    |  |

Créditos de samples
- "É da Rádio?" contém elementos de "Pretty Fly (for a White Guy)" desempenhado por The Offspring, e escrito por Dexter Holland.[11]
- "Primeiro Encontro" contém elementos de "Don't Lie" desempenhado por The Black Eyed Peas, e escrito por William Adams, Stacy Ferguson, Jaime Gomez, Allan Pineda, Chris Peters, Drew Peters e Ricky Walters.[11]
- "Boneca" contém elementos de "We Belong Together" desempenhado por Mariah Carey, e escrito por Carey, Jermaine Dupri, Manuel Seal, Johntá Austin, Kenneth "Babyface" Edmonds, Darrell Bristol, Bobby Womack, Patrick Moten e Sandra Suly.
- "Arregaçada" contém elementos de "Super Freak" desempenhado por Rick James, e escrito por Stanley Burrell, Rick James e Alonzo Miller.[11]